# CAGI 1-EA
CAGI 1-EA (rusky ЦАГИ 1-ЭА, EA transkripcí Eksperimentalnyj Apparat, česky experimentální stroj) byl první sovětský vrtulník. Zkonstruován byl počátkem 30. let 20. století ve vrtulníkovém oddělení sovětského institutu CAGI konstrukčním týmem vedeným leteckým konstruktérem a pilotem Alexejem Michajlovičem Čerjomuchinem.
První testy začaly v srpnu 1930, první vzlet se uskutečnil 26. června 1932. 14. srpna 1932 vzlétl Alexej Michajlovič Čerjomuchin s helikoptérou z malého letiště (poblíž železniční stanice Uchtomskaja) náležícího k institutu CAGI (později letiště konstrukční kanceláře Kamov) do výše 605 metrů, což byl tehdejší světový rekord. Jelikož SSSR nebyl v té době členem Mezinárodní letecké federace (International Aviation Federation), není rekord oficiálně zaregistrován.
CAGI 1-EA byl předchůdcem dalších experimentálních helikoptér CAGI 3-EA a CAGI 5-EA.

## Konstrukce
Helikoptéra měla hlavní rotor se 4 listy a 4 malé 2-listé vyrovnávající rotory ve dvojicích na každém konci trupu (čili jedna dvojice vepředu, druhá vzadu). Trup byl zkonstruován z ocelových trubek a v průběhu testů upravován. Nebyl oplechován. Byly použity dva vzduchem chlazené motory M-2, protože nevyžadovaly žádné zvláštní chlazení během visu.

## Specifikace

### Technické údaje
- Průměr hlavního rotoru: 11 m
- Vzletová hmotnost: 1 145 kg
- Pohon: 2× vzduchem chlazený motor M-2
- Doba letu: 12 min.
- Posádka: 1

### Výkony
- Maximální rychlost: 20-30 km/h